# Alexandre-Olivier Exquemelin
Alexandre-Olivier Exquemelin, parfois orthographié Exquemeling, Esquemelin, Oexmelin ou Exmelin, né vers 1645 à Honfleur, supposément décédé après 1707 mais décédé avec certitude avant 1711, est un chirurgien et  flibustier français qui a laissé de nombreuses traces sur les coutumes de la piraterie grâce à son récit en partie autobiographique intitulé Histoire d'avanturiers qui se sont signalez dans les Indes (1678).
Ses récits sont suivis de ceux de Basil Ringrose, Lionel Wafer, William Dampier et Raveneau de Lussan.

## Biographie
On ne connaît guère la vie d'Exquemelin qu'au travers de ce qu'il a bien voulu raconter dans ses écrits. La part d'imagination et d'exagération propre à ce genre de récit d'aventures dans les mers des Caraïbes doit amener à les prendre avec précaution.
Fils d'un apothicaire protestant, il naît et grandit à Honfleur comme l'atteste son acte de mariage contracté en 1690. Après des études en Hollande où il devient apprenti-chirurgien, il s'engage auprès de la Compagnie des Indes Occidentales afin de finir son apprentissage. 
Après s'être embarqué le 2 mai 1666 sur le vaisseau Saint-Jean, de la Compagnie des Indes Occidentales, commandé par le capitaine Vincent Tillaye, et avoir levé l'ancre de la rade du Havre de Grâce, le navire alla rejoindre le chevalier de Sourdis qui commandait pour le Roi le navire L'Hermine monté de 36 canons à La Hague.
Il arrive à l’île de la Tortue le 7 juillet 1666. En qualité d'engagé (ou serviteur) par la Compagnie des Indes Occidentales, il est vendu pour trente écus qui l'oblige à servir durant trois ans, ou ses maîtres pouvaient disposer de lui à leur gré et l'employer a ce qu'ils voulaient. C'est ainsi qu'il fut, contre sa volonté, un défricheur et non un aide-chirurgien. Au bout d'un an de service, il tombe gravement malade, son maître refusant de le soigner, il attire l'attention des capucins de l'île, puis du gouverneur qui le fait racheter par un maître-chirurgien auprès de qui il finira enfin sa formation.
Une fois libéré de son contrat, il rejoint très vite le milieu des boucaniers, dont il fera la première description, puis la flibuste et se mettra pendant huit années au service de groupes de pirates comme chirurgien de bord, notamment celui d'Henry Morgan avec lequel il effectue le sac de Panama en 1671. Il joue un rôle important dans la guerre des Caraïbes opposant Français, Hollandais et Espagnols.
Ses écrits nous permettent de savoir qu'il rentre en Europe en 1672. Entre cette date et 1690 il séjourne notamment en France, en Hollande, en Espagne ainsi qu'au Moyen-Orient sans que nous n'ayons de dates précises, mais ces séjours sont entrecoupés de retours à la flibusterie puisqu'il déclare être revenu trois fois en Amérique après 1672. Les sources archivistiques sont, du reste, rares le concernant, bien qu'il ait laissé quelques traces. Le 27 avril 1674, il se rend chez Adriaen Lock, notaire à Amsterdam, et y fait établir une procuration à l'intention d'un oncle résidant dans ladite ville, Willem van der Putte, pour régler ses affaires. Dans l'acte, il déclare habiter Valenciennes qui faisait alors partie des Pays-Bas espagnols, et s'engager en tant que chirurgien-chef sur un vaisseau hollandais pour une campagne aux Antilles contre la France, avec laquelle les Pays-Bas sont alors en guerre. La procuration est annulée le 30 novembre 1676, ce qui laisse entendre qu'Exquemelin était sur les mers durant toute cette période. En 1678, la première édition de son livre est publiée aux Pays-Bas. Le 26 octobre 1679, il passe son dernier examen de chirurgien à Amsterdam.
Il se marie le 9 juin 1690 à Saint-Malo avec une femme issue de la bourgeoisie nommée Julienne Legrand, ce qui permet de savoir qu'il n'est pas resté protestant toute sa vie. Ils ont au moins deux enfants. Le premier, Jean Olivier, baptisé le 26 mai 1694 dans la même ville, ne semble pas avoir eu de postérité. Le second est Catherine, née à une date indéterminée, qui se marie en premières noces le 24 mars 1711 puis en secondes le 30 octobre 1725, toujours à Saint-Malo, et qui décède, âgée de 62 ans ou environ, le 19 novembre 1759 à Rennes. Alexandre-Olivier Exquemelin et sa femme sont absents aux deux mariages de leur fille, comme en témoigne l'absence de leur signature. Il est donc légitime de penser qu'ils sont tous deux décédés avant le 24 mars 1711.

## Œuvres

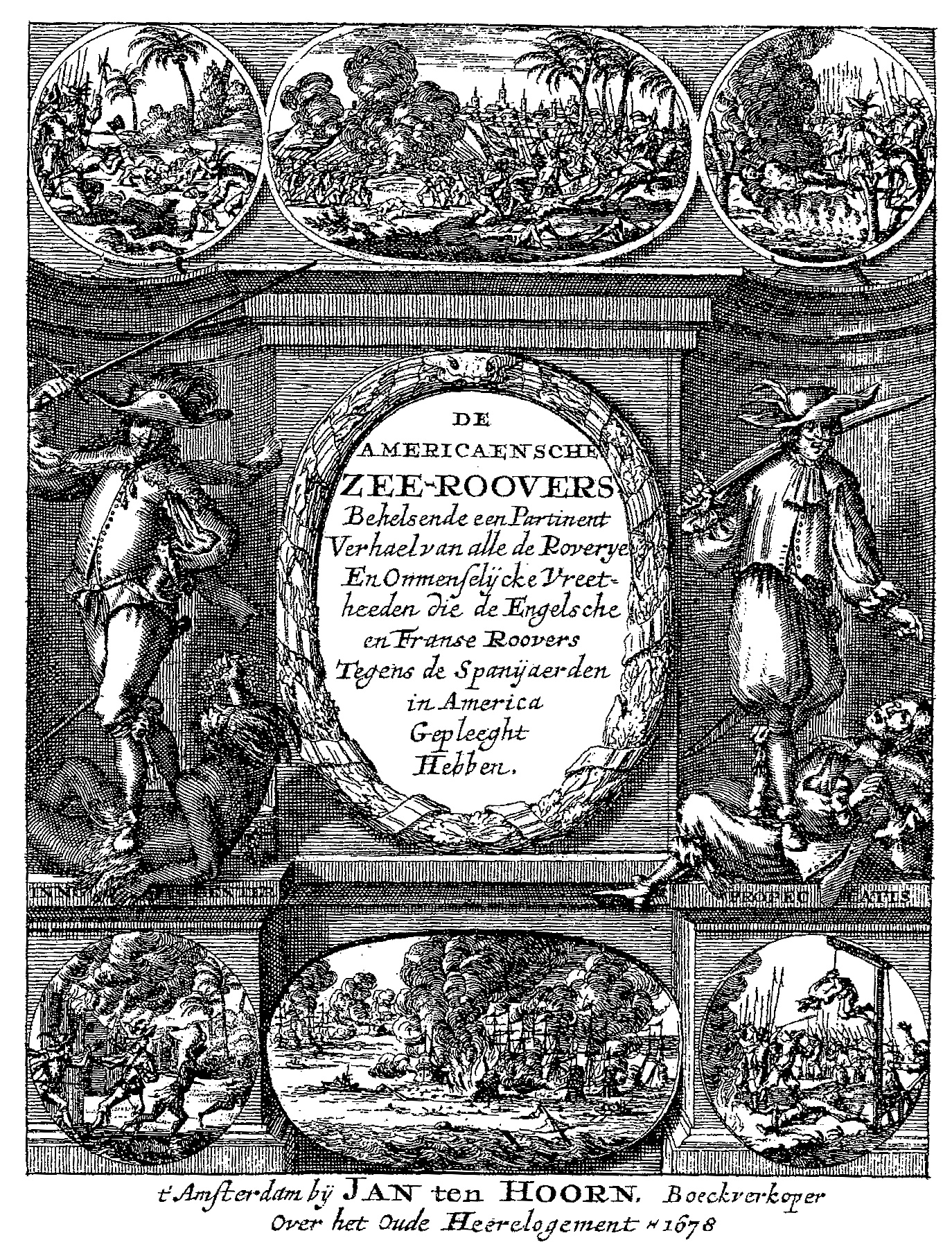
Page de titre de l'édition originale en langue néerlandaise, parue à Amsterdam en 1678, de Histoire d'avanturiers qui se sont signalez dans les Indes.

Histoire des Aventuriers parut pour la première fois en 1678, en version néerlandaise, chez l’éditeur amstellodamois Jan ten Hoorn, sous le titre de De Amerikaanse Zeerovers. Un an plus tard paraissait déjà une traduction allemande, portant le titre de Americanische Seeräuber. Suivirent, trois ans plus tard, une traduction espagnole, dans une édition soignée, Piratas de la América, puis en 1684, chez l’éditeur William Crooke, une traduction anglaise de cette version espagnole, intitulée Bucaniers of America, laquelle fit l’objet d’un deuxième tirage après seulement trois mois. Cette même année, un autre éditeur anglais, Thomas Malthus, mit sur le marché une version fort abrégée de l’ouvrage d’Exquemelin, lui donnant le titre de The History of the Bucaniers. Cependant, Henry Morgan déposa plainte contre les deux éditeurs, arguant que leurs livres donnaient une image fausse de ses actions et de sa personnalité. Le roi anglais Jacques II, qui entretenait alors de bonnes relations avec l’Espagne, et qui entendait les maintenir telles, s’occupa personnellement de l’affaire. Malthus, qui s’était refusé tout d’abord à faire cesser la vente du livre, fut condamné à une amende de deux cents livres. Crooke, quant à lui, fit publiquement amende honorable, affirmant regretter d’avoir inconsciemment répandu les mensonges d’Exquemelin, mais publia aussitôt après une suite de l’ouvrage : le Journal de Basil Ringrose.
Devenu un succès de librairie en Angleterre, le livre d’Exquemelin connut ensuite une série ininterrompue de nouvelles éditions, enrichies chacune de nouvelles histoires, et finit ainsi par comprendre quatre parties : le récit d’Exquemelin, le journal de Ringrose, le journal du Français Raveneau de Lussan, et un récit sur le capitaine de flibustiers Montauban. Dans cette version élargie, le livre d’Exquemelin fut réimprimé dix-neuf fois en anglais avant 1900. Tel quel, avec tous ces ajouts, le livre était à ce point différent de l’édition néerlandaise, que Nicolaas ten Hoorn, fils du premier éditeur, ne reconnut pas le livre. Il le fit retraduire en néerlandais et le publia en 1700 sous le titre de Historie der Boecaniers.
Une version en langue française, publiée pour la première fois en 1686 sous le titre de Histoire des Aventuriers, est beaucoup plus étendue que la version néerlandaise originale, et comprend toutes sortes de détails qui ne figurent dans aucune des autres traductions. Un dénommé Jean de Frontignières est à l’origine de cette adaptation.

## Éditions françaises
- Histoire des aventuriers qui se sont signalés dans les Indes, contenant ce qu'ils ont fait de plus remarquables depuis vingt années. À Paris, chez Jacques Le Febvre (2 volumes, 1686).
- Journal de bord du chirurgien Exmelin, présenté et commenté par Jehan Mousnier (Les Éditions de Paris, 1956).
- Les flibustiers du Nouveau monde, histoire des flibustiers et boucaniers qui se sont illustrés dans les Indes, Édition Phébus, 1996, 364 p.
- Histoire des aventuriers flibustiers d'Amérique, Édition : La Rochelle : la Découvrance , 2012, 339 p.
- Histoire des frères de la côte : flibustiers et boucaniers des Antilles, Préfacier : Francis Lacassin, Nouveau Monde éditions, 2017,  (ISBN 9782369425601), 395 p.

### Autres témoins oculaires de la vie des flibustiers de la fin duXVIIesiècle
- Lionel Wafer
- William Dampier
- Raveneau de Lussan
- Henry Morgan
- Bataille de Mata Asnillos